# Кларк Донателлі
Кларк Донателлі (англ. Clark Donatelli, нар. 22 листопада 1965, Провіденс) — колишній американський хокеїст, що грав на позиції крайнього нападника. Грав за збірну команду США.

## Ігрова кар'єра
Хокейну кар'єру розпочав 1984 року.
1984 року був обраний на драфті НХЛ під 98-м загальним номером командою «Нью-Йорк Рейнджерс».
Протягом професійної клубної ігрової кар'єри, що тривала 8 років, захищав кольори команд «Міннесота Норт-Старс» та «Бостон Брюїнс».
Загалом провів 37 матчів у НХЛ, включаючи 2 гри плей-оф Кубка Стенлі.
Виступав за збірну США.

## Статистика
| Сезон        | Клуб                    | Ліга         | Регулярний сезон | Регулярний сезон | Регулярний сезон | Регулярний сезон | Регулярний сезон | Плей-оф | Плей-оф | Плей-оф | Плей-оф | Плей-оф |
| Сезон        | Клуб                    | Ліга         | І                | Г                | П                | О                | ШХ               | І       | Г       | П       | О       | ШХ      |
| ------------ | ----------------------- | ------------ | ---------------- | ---------------- | ---------------- | ---------------- | ---------------- | ------- | ------- | ------- | ------- | ------- |
| 1984–85      | Бостонський університет | НКАА         | 40               | 17               | 18               | 35               | 46               | —       | —       | —       | —       | —       |
| 1985–86      | Бостонський університет | НКАА         | 43               | 28               | 34               | 62               | 30               | —       | —       | —       | —       | —       |
| 1986–87      | Бостонський університет | НКАА         | 37               | 15               | 23               | 38               | 46               | —       | —       | —       | —       | —       |
| 1989–90      | «Каламазу Вінгс»        | ІХЛ          | 27               | 8                | 9                | 17               | 47               | 4       | 0       | 2       | 2       | 12      |
| 1989–90      | «Міннесота Норт-Старс»  | НХЛ          | 25               | 3                | 3                | 6                | 17               | —       | —       | —       | —       | —       |
| 1990–91      | «Сан-Дієго Гуллс»       | ІХЛ          | 46               | 17               | 10               | 27               | 45               | —       | —       | —       | —       | —       |
| 1991–92      | «Бостон Брюїнс»         | НХЛ          | 10               | 0                | 1                | 1                | 22               | 2       | 0       | 0       | 0       | 0       |
| 1992–93      | «Провіденс Брюїнс»      | АХЛ          | 57               | 12               | 14               | 26               | 40               | 4       | 2       | 1       | 3       | 2       |
| 1993–94      | «Сан-Дієго Гуллс»       | ІХЛ          | 50               | 11               | 32               | 43               | 54               | 9       | 0       | 1       | 1       | 23      |
| 1994–95      | «Сан-Дієго Гуллс»       | ІХЛ          | 70               | 22               | 25               | 47               | 48               | 5       | 0       | 1       | 1       | 6       |
| 1995–96      | «Лос-Анджелес Айс Догс» | ІХЛ          | 22               | 1                | 3                | 4                | 12               | —       | —       | —       | —       | —       |
| 1995–96      | «Детройт Вайперс»       | ІХЛ          | 36               | 0                | 12               | 12               | 40               | 11      | 0       | 2       | 2       | 2       |
| Усього в НХЛ | Усього в НХЛ            | Усього в НХЛ | 35               | 3                | 4                | 7                | 39               | 2       | 0       | 0       | 0       | 0       |